# Muammer Şahin
Pour les articles homonymes, voir Şahin.
Muammer Şahin, né le 5 février 1994 à Kayseri, est un haltérophile turc.

## Carrière
Muammar Şahin concourt dans la catégorie des moins de 55 kg. Il est médaillé d'argent à l'arraché et médaillé de bronze à l'épaulé-jeté et au total aux Championnats d'Europe d'haltérophilie 2019 à Batoumi. Aux Championnats d'Europe d'haltérophilie 2021 à Moscou, il est médaillé d'argent à l'arraché.
Aux Championnats du monde d'haltérophilie 2021 à Tachkent, il est médaillé de bronze à l'arraché.
Aux Championnats d'Europe d'haltérophilie 2023 à Erevan, il est médaillé d'argent à l'arraché.